# Lukas Weischner

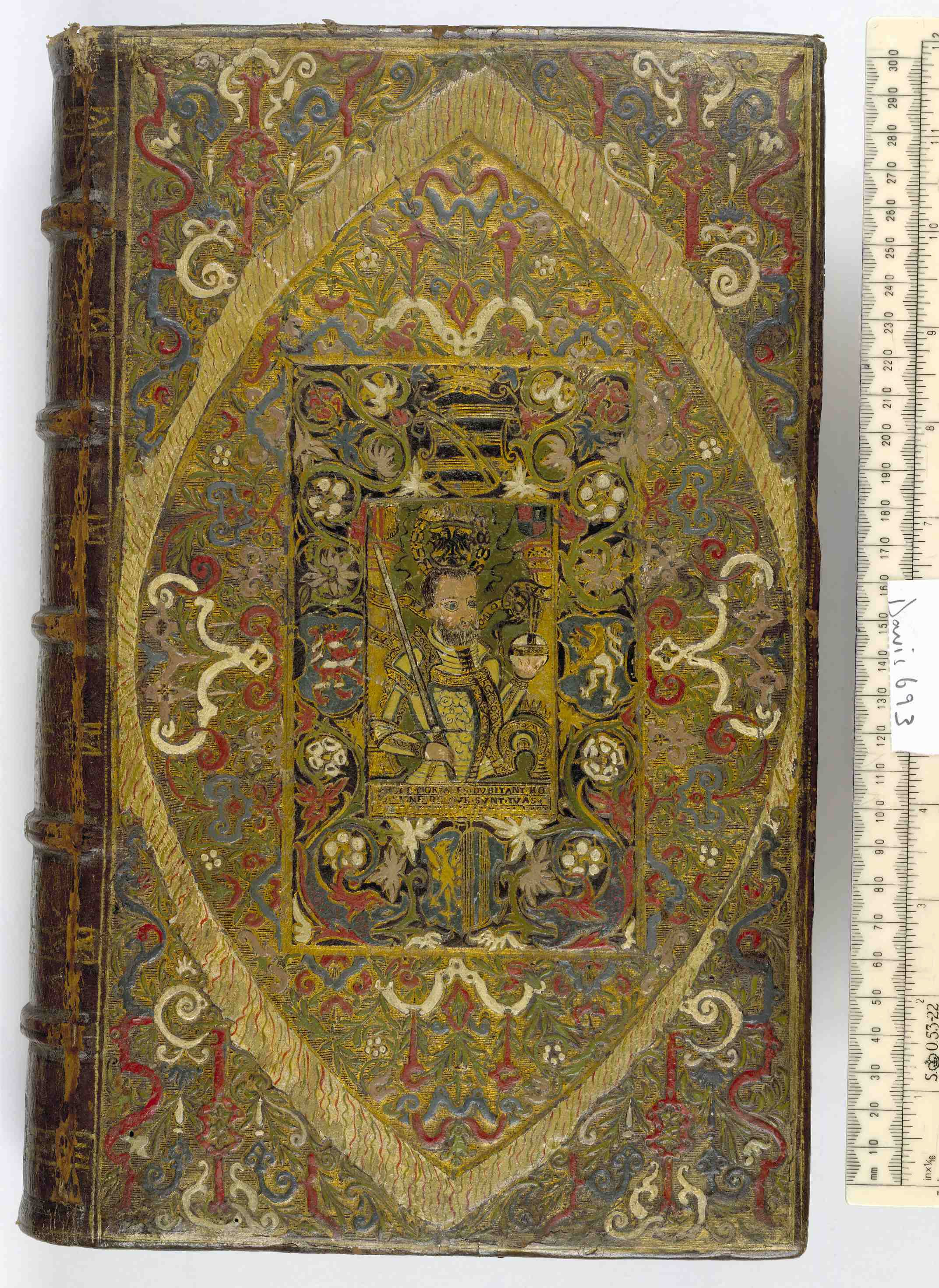
Opus genealogicum Catholicum, ein Werk des braunschweigischen Hofbuchbinders Lukas Weischner

Lukas Weischner (* 1550 oder 1555 in Erfurt; † 1609 in Jena, auch: Lucas Weyschner oder Weschener) war ein deutscher Buchbinder und Bibliothekar.

## Leben
Lukas Weischner wurde 1550 oder 1555 in Erfurt als Sohn des Buchbinders Johannes Weischner (um 1515–1589) geboren. Im Jahr 1559 ließ sich die Familie in Jena nieder, wo der Vater zum Universitätsbuchbinder der ein Jahr zuvor eröffneten Universität Jena, ernannt worden war.
Vom Vater ausgebildet, erhielt Lukas Weischner 1572 eine Stellung als Hofbuchbinder des Herzogs Julius von Braunschweig-Wolfenbüttel (1528–1589). Gleichzeitig betreute Weischner die Bibliothek des Herzogs bibliothekarisch. Herzog Julius erließ im gleichen Jahr eine Liberey-Ordnung für seine zunächst noch kleine Bibliothek und legte damit den Grundstock der später weltberühmten Wolfenbütteler Bibliothek, der heutigen Herzog August Bibliothek. Durch Bücherkäufe im Auftrag des Herzogs in Leipzig, bereits damals eines der Zentren des deutschen Buchhandels und Verlagswesens, konnte Weischner den Bestand der Bibliothek erheblich erweitern.
Seine Wohnung und Buchbinderwerkstatt unterhielt Weischner im nahegelegenen Kloster Riddagshausen. Weischner heiratete im Jahr 1575 Susanna Horn, Tochter des Druckers Konrad Horn.
Im Jahr 1576 wurde Lukas Weischner zum privilegierten Universitätsbuchbinder der Universität Helmstedt ernannt, die im Oktober des gleichen Jahres durch Herzog Julius gegründet wurde. Die frühen, in Helmstedt selbst herausgegebenen und in die  Universitätsbibliothek Helmstedt aufgenommenen Bücher, wurden in der Werkstatt Weischners gebunden.
1579 kehrte Lukas Weischner auf Bitte seines Vaters nach Jena zurück, wo dieser seit 1563 oder 1567 die Verwaltung der Universitätsbibliothek führte. Nach dem Tod des Vaters oder bereits ab 1588 übernahm Lukas das Amt des Universitätsbuchbinders und Bibliothekars der Universitätsbibliothek Jena, das er bis zu seinem Tod im Jahr 1609 ausübte.

## Leistungen
Lukas Weischner zählt heute zu den bedeutendsten Renaissancebuchbindern des deutschsprachigen Raumes. Bereits in den 1570er Jahren setzte er zur Vergoldung von Bucheinbänden die Technik der Pressvergoldung ein, statt der bis dahin üblichen Methode der Handvergoldung. Beispiele der Einbandkunst aus der Werkstatt Lukas Weischners sind in den Beständen der Herzog August Bibliothek Wolfenbüttel, der Herzogin Anna Amalia Bibliothek in Weimar, der Universitätsbibliothek Leipzig, der Universitätsbibliothek Würzburg, der Forschungsbibliothek Gotha, der Universitäts- und Landesbibliothek Darmstadt und der Landesbibliothek Coburg vorhanden.
Im Jahr 2010 erwarb die Herzogin Anna Amalia Bibliothek für 22.000 € auf einer Auktion den zehnten Band von Luthers 1597 als Hauspostille edierte Predigten in einem Einband von Lukas Weischner. Das Werk entstammt dem persönlichen Besitz von Herzog Friedrich Wilhelm I. von Sachsen-Weimar (1562–1602).